# Transform and Lighting
Transform and Lighting (transformación e iluminación) es un término informático utilizado en gráficos por ordenador, empleado normalmente en el contexto de la aceleración hardware (Hardware T&L). 
La transformación se refiere a la tarea de conversión de coordenadas en el espacio, la cual involucra el movimiento de objetos 3D en un mundo virtual y la conversión de las coordenadas en 3D a las coordenadas en 2D de pantalla.
La iluminación se refiere a la tarea de situar objetos que irradien luz en una escena virtual y calcular las sombras y colores resultantes en los objetos de su alrededor al incidir en ellos la luz.
En los juegos 3D modernos, con complejas escenas y detallados efectos de luz, el alto número de transformaciones y luces produce intensos cálculos computacionales, razón por la cual se hizo necesaria la creación de tarjetas aceleradoras, también llamadas GPUs. En general, y aunque algunas tarjetas anteriores también son Hardware T&L, todas las tarjetas compatibles con DirectX 7 en adelante incorporan esta tecnología.
- Datos: Q1565254